# Метаантропологія
Метаантропологія (від мета – понад і антропологія – наука про людину) – методологія, напрям і школа філософської антропології, яка досліджує межі буття людини, його екзистенціальні виміри, умови комунікації в цих вимірах і архетипові основи культури. 
Метаантропологія як концепт, що представляє нову метафізику – «метафізику акта» з’являється вже у пізнього М. Шелера в контексті усвідомлення можливостей трансцендування людини. Незалежно від М. Шелера поняття «метаантропологія» було використано американським філософом і культурологом Д. Бідні, що трактує метаантропологію як теорію, що вивчає проблеми природи людини, культурної реальності, а також міфу і міфології. 
В українській сучасній філософії член-кореспондент НАН України Н. Хамітов ініціює метаантропологію як методологію, напрям і школу, що трактується насамперед як теорія буденного, граничного і метаграничного буття людини, а також фундаментальних тенденцій еволюції людини і людства та пов’язаних з ними колізій (Хамітов Н. Філософія людини: від метафізики до метаантропології). В цьому контексті метаантропологія є однією з тенденцій розвитку філософської антропології, насамперед екзистенціальної антропології Київської світоглядно-антропологічної школи, яка була заснована В. Шикаруком.
Зважаючи на те, що проблема вимірів людського буття, а також комунікації характерна для філософської антропології, екзистенціалізму і персоналізму у всіх їхніх різновидах, закономірним буде висновок, що метаантропологія інтегрує підходи філософської антропології, екзистенціалізму і персоналізму. 
Сучасна метаантропологія є філософською антропологією епохи фундаментальної антропологічної кризи – починаючи від її екологічних аспектів і закінчуючи аспектами ментально-політичними. У цьому плані метаантропологія виступає антропологією взаєморозуміння, антропологією толерантності – системою ідей і концептів, завдяки яким відбувається усвідомлення неможливості досягти подолання антропологічної кризи сучасності через монологічні і самодостатні метанаративи. 
Метаантропологія може бути розділена на персоналістичну й комунікативну. Персоналістична метаантропологія досліджує людське буття в екзистенціально-особистісних вимірах – буденне, граничне, метаграничне буття; комунікативна метаантропологія вивчає умови і логіку комунікації між різними людськими спільнотами – у тому числі етноантропологічними. Тому комунікативна метаантропологія з необхідністю стає етноантропологією – вченням про екзистенціальну неповторність етносів і можливості комунікації між ними з огляду на цю неповторність. Метаантропологія як етноантропологія є наукою про умови комунікації етносу й особистості в усій її екзистенціальній повноті, виходячи тим самим на актуальну проблему сучасності – проблему прав людини. 
Персоналістична і комунікативна тенденції метаантропології з’єднуються в метаантропології статі, що вивчає духовне і душевне як екзистенціальні вияви чоловічого та жіночого. Такий підхід відкриває для філософії статі і гендеру розуміння причин внутрішньої самотності чоловіка та жінки й можливості гармонії між ними на рівні цілісної духовно-душевної взаємодії. Усе це робить метаантропологію методологічною і світоглядною основою філософського психоаналізу й андрогін-аналізу, які орієнтовані на аналіз світоглядних структур – життєвих стратегій, принципів, цінностей – та актуалізацію філософського світогляду.

## Метаантропологічний потенціалізм
На теоретичній основі метаантропології Н. Хамітов у співавторстві з академіком НАН України С. Пирожковим розробляє методологію метаантропологічного потенціалізму, яка дозволяє моделювати становлення особистості або соціальної системи від наявних до позамежних (метаграничних) вимірів завдяки створенню стратегій, які розгортають реальні потенції системи. Дана методологія була системно викладена в спільній монографії цих науковців Цивілізаційна суб’єктність України: від потенцій до нового світогляду і буття людини. Київ: Наукова думка, 2020  і виявилася евристично продуктивною при створенні щорічних Національних доповідей НАН України (з 2016 року). В роботі над доповідями в річищі метаантропологічного потенціалізму продуктивно працюють українські філософи Я. Любивий і В. Жулай; останній досліджує проблематику самоздійснення людини в сучасному світі, вільного від репресивності, саморепресивності й утопічності – такого, що спирається на реальні потенції особистості.

## Використання методології метаантропології у дослідженнях
В дослідженнях професора С. Крилової вибудовуються напрями «соціальна метаантропологія» й «культурна метаантропологія», які теж розвиваються в контексті Київської світоглядно-антропологічної школи і поступово розгортаються в окремі школи. Специфіка підходів С. Крилової полягає в тому, що, використовуючи тріадичну методологію для розуміння людського буття, яка пропонується в проєкті метаантропології (буденне, граничне, метаграничне буття людини), вона застосовує дану методологію не до людини як неповторної екзистенції та особистості, а до суспільства й культури, а також людини в контексті суспільства й культури.
Дотичними і до соціальної, і до персоналістичної метаантропології є роботи І. Степаненко, присвячені феномену духовності в контексті мистецтва життя, в яких авторка розвиває глибинні тенденції Київської світоглядно-антропологічної школи. Доктор юридичних наук С. Сливка створює напрям і школу «метаантропологія права», досліджуючи трансформації відносин людей щодо правових норм у буденному, граничному та метаграничному вимірах людського буття, а доктор філософських наук Н. Манойло формує напрям «метаантропологія правосвідомості».  
В контексті метаантропології статі проблема статі вивчається крізь призму міфологем європейської культури (Л. Гармаш), аналізуються жіночі образи в мистецтві (І. Зубавіна), досліджуються екзистенціальні аспекти чоловічої та жіночої риторики (М. Препотенська). 
Метаантропологічний підхід був застосований Д. Свириденко при вивченні екзистенціальних вимірів віртуальної реальності та феномену академічної мобільності, а також в дослідженнях впливу кіно і телебачення на природу сучасної людини, здійснених В. Криловою (проєкт екранної метаантропології). Метаантропологія як методологічна стратегія була використана М. Препотенською для осмислення буття людини в сучасному мегаполісі (проєкт метаантропології мегаполісу). На основі проєкту метаантропології, а також класичних надбань Київської світоглядно-антропологічної школи С. Киселиця досліджує віру як екзистенціал, що проходить складні метаморфози в житті особистості, а також осмислює феномен мудрості. 
Ключові концепти метаантропології «буденне, граничне й метаграничне буття людини» і «буденний, особистісний і філософський світогляд» були задіяні О. Зайченко при аналізі рольової гри як феномену культури, Л. Тарасюк – при вивченні ініціації креативності в бутті людини та осягненні її андрогінної цілісності, В. Клочковим – при дослідженні феномену проблемності людського буття, Ф. Фоміним – при аналізі трансформацій сім’ї в сучасній Україні. Проєкт метаантропології виявився евристично плідним при здійсненні аналізу феномену самореалізації людини у різних культурах, що знайшло своє відображення у роботах В. Матвєєва.  Останнім часом цікавим є досвід використання метаантропологічної методології в роботах Войнова О.В. - у метаантропологічному аналізі феномену честі, Тарасюк Л.С. - в аналізі креативності, Д.Д. Дандекара (Індія) – при аналізі феномену політичного лідерства, Н. Терлецької - у  дослідженні трансгуманізму, В. Клочкова - осягненні проблемності людського буття, І. Ільїна – в осмисленні проблематики екзистенціальної самотності людей граничного буття, О. Коломійця – в дослідженнях страху та віри в бутті сучасної людини в контексті війни й миру, Р. Кузьменко – у вивченні трансформацій толерантності в буденному, граничному й метаграничному бутті людини, Н. Мринської – в дослідженнях мужності бути особистістю в ситуації інвалідності, Н. Павленко – в осмисленні метаморфоз любові в буденному, граничному й метаграничному вимірах людського буття, О. Романової – в дослідженні вибору любові у нашого сучасника, І. Скрипак – у вивченні причин і наслідків самотності людини в глобалізованому світі, В. Лобанової - образи майбутнього у світоглядному, екзистенціальному та соціальному аспектах та ін. 
Значущою стає метаантропологія і в сучасному етичному й естетичному знанні. Метаантропологічний підхід, зокрема, представлений у словнику «Етика і естетика», в якому до українських авторів долучилася знаний у Європі етик С. Мінєва. (Хамитов Н., Крылова С., Минева С. (2009) Этика и эстетика: словарь ключевых терминов. К.: КНТ).

## Наукова школа
Як розгорнута методологія метаантропологія формується ще в 90-х роках ХХ століття, а в ХХІ столітті постає вже напрямом і науковою школою. З 2002 року в Інституті філософії імені Григорія Сковороди Національної академії наук України працює методологічний семінар, який на сьогоднішній день має назву «Філософська антропологія як метаантропологія». З 2014 року в Українському державному університеті імені Михайла Драгоманова існує наукова лабораторія філософської антропології як метаантропології, яка досліджує проблеми розвитку людини в буденному, граничному та метаграничному вимірах людського буття.